# لا جازيت دو ماروك
لا جازيت دو ماروك هي مطبوعة أسبوعية ناطقة بالفرنسية مقرها الدار البيضاء، المغرب. نشرت في شكل صحيفة في الفترة من مارس 1997 إلى مايو 2008. ثم أُعيد نشرها مجلة أسبوعية، ونشرت بهذا الشكل بين أغسطس 2008 و 2009.

## التاريخ
أسس كمال لحلو لا جازيت دو ماروك عام 1997. ظهر العدد الأول في مارس 1997. نشر "لى أديسيون دي لا جازيت" الصحيفة على أساس أسبوعي في الدار البيضاء. عرضت أخباراً على المستويات المحلية والوطنية والدولية. في يوليو 2003، أطلقت الصحيفة ملحقا باللغة العربية.
نُشر العدد الأخير من لا جازيت دو ماروك في شكل صحيفة في 15 مايو 2008، وأعيد تشغيلها مجلة أسبوعية في أغسطس من نفس العام. ومع ذلك، أُلغيت بشكل دائم في عام 2009.

## أنظر أيضا
- قائمة جرائد المغرب
- المغرب اليوم